# Lech Szczucki

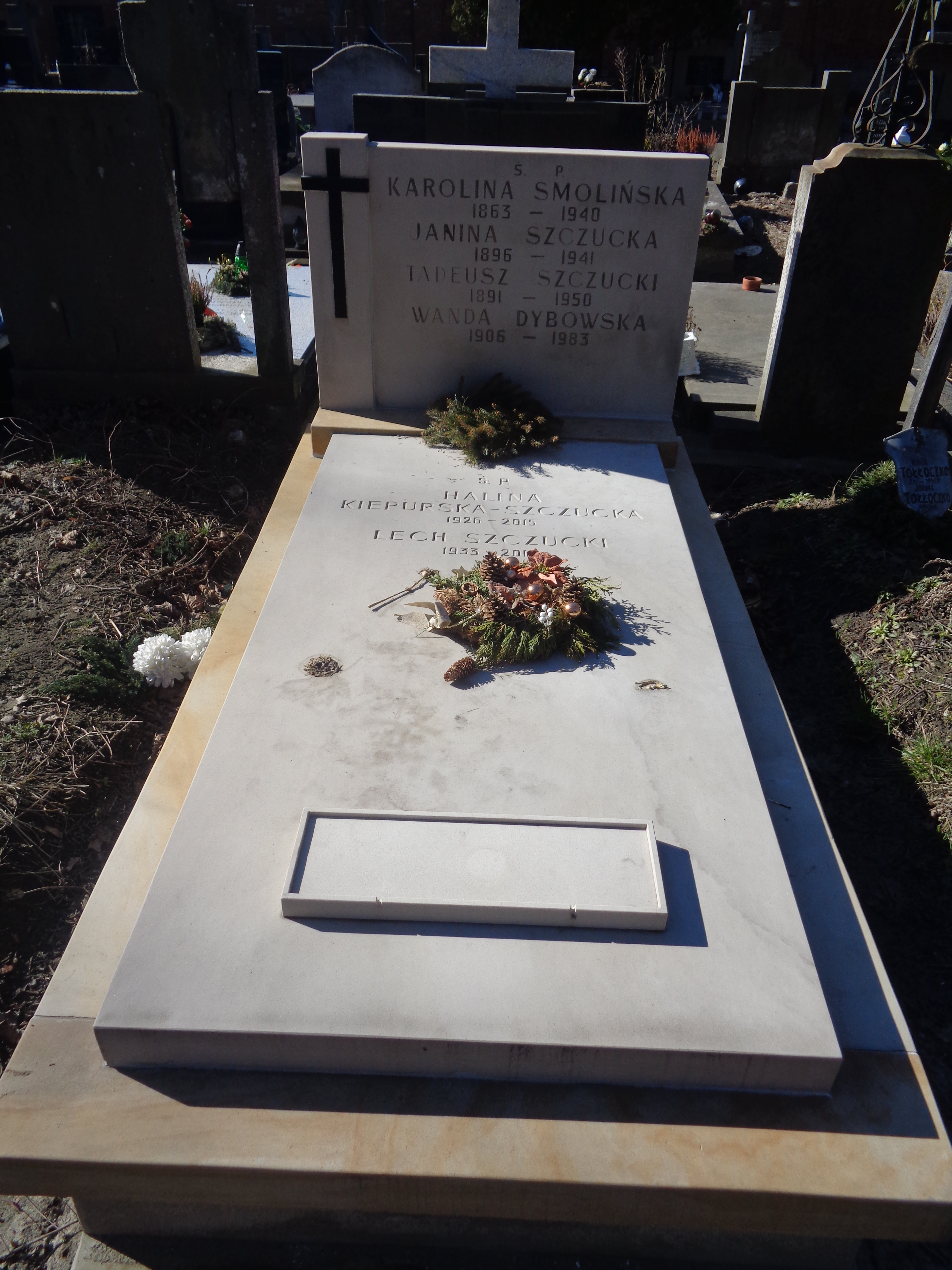
Grób Lecha Szczuckiego na cmentarzu Powązkowskim w Warszawie

Lech Tadeusz Szczucki (ur. 14 stycznia 1933 w Warszawie, zm. 19 listopada 2019 tamże) – polski historyk filozofii i kultury, profesor nauk humanistycznych, specjalista w historii kultury XVI–XVII w., znawca problematyki braci polskich.

## Życiorys
Ukończył w 1951 Szkołę im. Wojciecha Górskiego w Warszawie i uzyskał świadectwo dojrzałości, w 1955 polonistykę na Wydziale Filologicznym Uniwersytetu Warszawskiego. W latach 1954–1955 był pracownikiem Zakładu Historii Nauki Polskiej Akademii Nauk, od 1956 pracownikiem Instytutu Filozofii i Socjologii PAN. Tam doktoryzował się w 1962 na podstawie pracy Marcin Czechowic (1532–1613). Studium z dziejów antytrynitaryzmu polskiego (promotor prof. Leszek Kołakowski), w 1970 habilitował się na podstawie pracy W kręgu myślicieli heretyckich. W 1976 mianowany profesorem nadzwyczajnym, w 1990 otrzymał tytuł profesora zwyczajnego. W IFiS PAN był pracownikiem Zakładu Historii Filozofii Nowożytnej, w latach 1995–2003 kierownikiem tego Zakładu. Następnie przeszedł na emeryturę.
Od 9 marca 1991 członek korespondent, od 26 czerwca 1993 członek czynny Polskiej Akademii Umiejętności. Od 1995 członek Towarzystwa Naukowego Warszawskiego. Był także członkiem Towarzystwa Popierania i Krzewienia Nauk.
Zasiadał w Centralnej Komisji do Spraw Stopni i Tytułów. Był redaktorem naczelnym czasopisma „Archiwum Historii Filozofii i Myśli Społecznej”.
Był laureatem Nagrody Fundacji na rzecz Nauki Polskiej (2014) za „wyjaśnienie związków kulturowych Europy Środkowej i Zachodniej w monumentalnej edycji korespondencji Andrzeja Dudycza, XVI-wiecznego myśliciela, reformatora religijnego i dyplomaty”, która liczy 7 tomów.
Zmarł w Warszawie, pochowany 26 listopada 2019 na cmentarzu Powązkowskim (kwatera 299b-3-15).

## Publikacje
- Marcin Czechowic. Studium z dziejów antytrynitaryzmu polskiego (1964)
- Michał Servet. Wybór pism i dokumentów (1967)
- Myśl filozoficzno-religijna reformacji XVI wieku (1972)
- W kręgu myślicieli heretyckich (1972)
- Filozofia i myśl społeczna XVI wieku (700 lat myśli polskiej) (1978)
- Nonkonformiści religijni XVI i XVII wieku (1993)
- Humaniści, heretycy i inkwizytorzy (2006)

## Odznaczenia
- Honorowe Odznaczenie Fundacji na rzecz Nauki Polskiej[5]